# Tapinella (grzyby)
Tapinella E.-J. Gilbert (ponurnik) – rodzaj grzybów należący do rodziny ponurnikowatych (Tapinellaceae), którego gatunkiem typowym jest ponurnik bocznotrzonowy (Tapinella panuoides).

## Taksonomia
Pozycja w klasyfikacji według Index Fungorum: Tapinellaceae, Boletales, Agaricomycetidae, Agaricomycetes, Agaricomycotina, Basidiomycota, Fungi.
Protoplastą tego rodzaju jest takson wyodrębniony przez Eliasa Friesa w pierwszym tomie „Systema mycologicum” z 1821 r., jako ówczesne plemię Tapinia w serii Derminus rodzaju Agaricus. Zaliczył do niego 8 gatunków: A. fragilis, A. cupularis, A. hirneolus, A. tricholoma, A. strigiceps, A. subreflexus, A. lepista i A. involutus, z których jednak żaden nie należy obecnie do rodzaju Tapinella.
W „Epicrisis systematis mycologici” z 1838 Fries włączył to plemię do rodzaju Paxillus i zawarł w nim 6 gatunków: P. involutus, P. filamentosus, P. atrotomentosus, P. griseotomentosus, P. crassus i P. panuoides.
Petter Karsten w 1879 podniósł to plemię do rangi rodzaju, zaliczając do niego jeden gatunek, Tapinia panuoides, obecny typ nomenklatoryczny. W międzyczasie (1841) Ernst von Steudel pod tą nazwą opisał rodzaj roślin nanerczowatych (Anacardiaceae), dlatego dopiero nazwa Tapinella, użyta przez Edouarda-Jeana Gilberta w trzecim tomie „Les Livres du Mycologue” z 1931, jest poprawną w świetle kodeksu ICN.
Synonimami tego rodzaju są: Agaricus trib. Tapinia Fr., Serpula sect. Tapinella (E.-J. Gilbert) Zmitr., Tapinia (Fr.) P. Karst. i prawdopodobnie Sarcopaxillus Zmitr. et al. (2004).
Nazwę polską nadał F. Kwieciński w 1896 r. W polskim piśmiennictwie mykologicznym rodzaj ten opisywany był też jako krowiak.

## Gatunki
- Tapinella atrotomentosa (Batsch) Šutara 1992 – ponurnik aksamitny
- Tapinella corrugata (G.F. Atk.) E.-J. Gilbert 1931
- Tapinella panuoides (Fr.) E.-J. Gilbert 1931 – ponurnik bocznotrzonowy.

Nazwy naukowe według Index Fungorum. Nazwy polskie na podstawie rekomendacji Komisji ds. Nazewnictwa Grzybów przy Polskim Towarzystwie Mykologicznym.